# Каварнали, Владимир
Владимир Каварнали (рум. Vladimir Cavarnali, болг. Владимир Каварнали; 10 августа 1910, Болград, Бессарабская губерния — 20 июля 1966, Бухарест) — румынский поэт, журналист, переводчик, редактор и политический деятель. Получил известность благодаря переводам русской классической литературы на румынский язык.

## Биография
Родился 10 августа 1910 года в Болграде в болгаро-гагаузской семье. Учился в лицее своего города, где там же впервые продемонстрировал своё творчество: во время выпускной церемонии в июле 1927 года, обучаясь в 7 классе, прочитал два своих стихотворения. Затем с 1928 по 1931 год учился в Бухарестском университете, получив степень по философии и литературе.
Переехал в Буджак, став школьным учителем, сначала в Килии (до 1933 года), а затем в Болграде (до июня 1940 года). Тогда же он начал публиковать свои работы в румынских периодических изданиях. В феврале 1934 года совместно с Матеем Александреску основал «интеллектуальную группу» Litere («Письма»), которая выпускала двухмесячный журнал с тем же названием в своей штаб-квартире в Бухаресте. Как писали современники, его основной целью была борьба с «анархией в современной литературе».
Свой первый сборник стихов под названием Poesii («Стихотворения») Каварнали представил на рассмотрение Королевскому фонду в 1934 году по рекомендации романиста Мирчи Элиаде. Сборник печатался в различных газетах и журналах, среди которых была болгарская Добруджански глас («Голос Добруджи»), отмечавшая уникальный талант поэта. Спустя год совместно с поэтами Якобом Славовым, Игорем Иванов и Теодором Ненчевым организовал в Болграде на юге Бессарабии культурно-литературный журнал Bugeacul («Буджак»), редактором которого был до июня 1936 года.
Свою политическую карьеру Каварнали начал в Национальной либеральной партии, присоединившись к ее отделению в жудеце Измаил. 2 декабря 1934 года он был избран в политический совет партии, возглавляемой Серджиу Димитриу. В следующем году он был редактором журнала Bugeacul. Некоторое время спустя он покинул партию и стал членом ультраправого фашистского движения «Железной гвардии», основанного на румынском национализме (хотя Каварнали был болгарином с гагаузскими корнями), а затем в «Крестовый поход Румынизма», где работал корреспондентом и председателем от Южной Бессарабии. Но уже 10 сентября 1936 года покинул партию из-за идеологических разногласий с ее новым руководством, а также из-за раскола внутри румынского национализма. Спустя год стал членом ультранационалистической партии Румынский фронт.
С 24 по 25 марта 1940 года Каварнали был делегатом Болграда на первом съезде Общества бессарабских писателей (ОБП), созванном в Кишинёве, где был избран членом исполнительного комитета. В этом же году Бессарабия была передана Советскому Союзу и из-за этого Каварнали некоторое время считался пропавшим без вести. Но, как выяснилось, с ним было всё в порядке, просто из-за начала Второй мировой войны он лишился всего самого необходимого, в том числе и работы. Когда же Бессарабия была снова оккупирована румынскими властями (с 1941 по 1944 год), Каварнали снова вернулся в круг писателей, на этот раз уже газеты Basarabia. 
28 марта 1943 года принял участие в мероприятии «Слава Бессарабии», организованном газетами Gala Galaction и Viața Basarabiei в Румынском атенеуме.
С 1944 по 1947 год, находясь под стражей в Бухаресте, Каварнали работал как профессор средней школы и журналист, публикуя новые стихи в журнале Orizonturi.

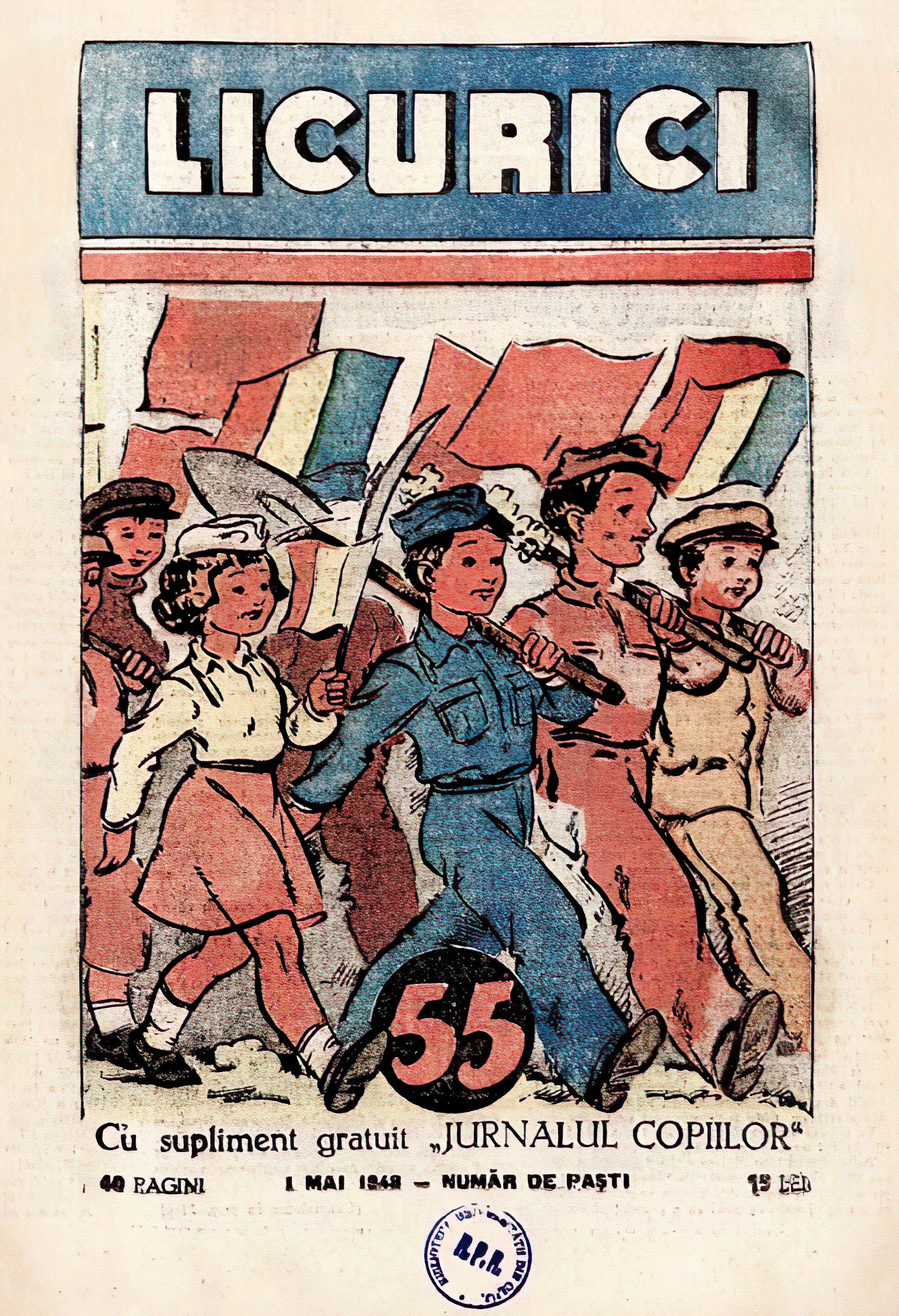
Обложка журнала Licurici за 1948 год

С установлением коммунистической власти в Румынии сменились и политические взгляды поэта. 1 мая 1945 года в газете Scînteia Tineretului, издаваемой Союзом коммунистической молодежи, было опубликовано одно из стихотворений Каварнали. В этом же году он начал работать в детском журнале Înainte («Вперёд»), который был положительно оценён газетами Румынской коммунистической партии Scînteia, и Licurici («Светлячок»). В дальнейшем по мотивам произведений Каварнали Бухарестский национальный театр ставил спектакли.
Каварнали был принят в Коммунистическую партию Румынии, но 22 марта 1950 года оказался под прицелом комиссии по проверке и был на грани исключения. Однако благодаря стараниям Анны Паукер избежал этой участи.
В последние годы занимал должность советника Министерства образования Румынии, а также штатного сотрудника газет Literară и Albina, где в основном занимался продвижением литературного образования для молодежи.
Скончался 20 июля 1966 года. Похоронен на кладбище Беллу.